# Julius Sellman
Johan Elof Julius Sellman, född den 12 april 1859 i Stockholm, död den 18 maj 1930, var en svensk redaktör och författare. Han var far till arkitekten Olof Sellman och professorn Sven Sellman.
Sellman var 1880–1883 redaktionssekreterare i Södermanlands Län Tidning, 1883–1889 medarbetare i Post- och Inrikes tidningar samt därefter redaktör för olika landsortstidningar, 1897–1899 för Smålands Allehanda, 1899–1902 för Göteborgs Aftonblad, 1903–1906 för Nya Wermlands tidningen och 1906–1907 för Lunds Dagblad. 
Sellman har dessutom medarbetat bland annat i Nya Dagligt Allehanda och Industria samt utgett ett stort antal skrifter i politiska och ekonomiska frågor (I arbetarfrågor, 1892, En utredning i nykterhetsfrågan, 1899, Arbetarnes paradis Nya Zeeland, 1908, Förbudslagar och deras verkningar i Förenta staterna, 1910, Näringsfrihet eller monopol, 1911, med flera).